# Arnošt Klimčík
Arnošt Klimčík (Karviná, 24 luglio 1945 – 21 marzo 2015) è stato un pallamanista cecoslovacco, dal 1993 ceco.

## Palmarès

### Olimpiadi
- 1 medaglia:
  - 1 argento (Monaco di Baviera 1972)